# Mitchells Hüpfmaus
Mitchells Hüpfmaus (Notomys mitchellii) ist eine Nagetierart aus der Gattung der Australischen Hüpfmäuse (Notomys). Sie kommt in West- und Südaustralien vor. Beschrieben wurde sie 1838 von William Ogilby, der sie zu Ehren des Forschers Thomas Livingstone Mitchell benannte, der 1836 am Zusammenfluss des Murray Rivers und des Murrumbidgee Rivers im südlichen New South Wales den Holotypus sammelte. Frühere Wissenschaftler betrachteten Mitchells Hüpfmaus als Verwandte der afrikanischen und asiatischen Springmäuse (Dipodidae). Weitere Forschungen haben jedoch gezeigt, dass Australische Hüpfmäuse und Springmäuse nicht nahe miteinander verwandt sind und dass ihre ähnliche Lebensweise ein Ausdruck konvergenter Evolution ist.

## Merkmale
Mit einer Kopf-Rumpf-Länge von 100 bis 125 mm und einer Schwanzlänge von 140 bis 155 mm ist Mitchells Hüpfmaus die größte noch existierende Art der Australischen Hüpfmäuse. Das Gewicht beträgt 40 bis 60 g. Die Oberseite ist rehbraun bis dunkel graubraun und häufig angegraut. Die Unterseite ist gräulich-weiß. Der Schwanz ist oberseits braun oder grau und an der Unterseite heller. Die Schwanzspitze besteht aus einem Büschel aus dunklen Haaren. Ein weiter Bereich aus schimmernden weißen Haaren erstreckt sich bei beiden Geschlechtern von der Kehle bis zur Brust.

## Verbreitung und Lebensraum
Mitchells Hüpfmaus bewohnt trockenes Buschland, das von Eukalypten dominiert ist, ein Vegetationstyp, der in Australien als „mallee“ bezeichnet wird. Das Verbreitungsgebiet erstreckt sich vom südlichen Australien über die Küstenregion Westaustraliens bis zur Big-Desert-Region in Victoria. Früher war die Art bis zum Murray River verbreitet.

## Lebensweise
Wie alle heimischen Mäusearten der trockenen Regionen Australiens ist Mitchells Hüpfmaus nachtaktiv und sucht tagsüber Schutz in tiefen Bauten. Gelegentlich beobachteten Farmer beim Roden des Unterholzes diese Art auch tagsüber. Vermutlich werden die Tiere entweder beim Roden aus ihren Bauten gescheucht oder die Oberflächennester werden von vereinzelten Individuen genutzt. Die Nahrung besteht aus Samen, wenigen Insekten und Grünpflanzen. Bei Dürre dienen Wurzeln nicht nur als Nahrung, sondern decken auch den Wasserbedarf. Mitchells Hüpfmaus ist stärker von freien Wasserstellen abhängig, als andere australische Hüpfmausarten. Dies könnte ein Grund dafür sein, dass sie im Mallee-Buschland und an den Wüstenrändern heimisch ist.
Außerhalb der Paarungszeit leben die Tiere in gemischtgeschlechtlichen Gruppen mit bis zu vier Individuen per Gangsystem. Jede Gruppe benutzt mehrere Erdhöhlen, die bis zu 150 m auseinanderliegen. In menschlicher Obhut können die Tiere bis zu fünf Jahre alt werden. Aus der Wildnis gibt es nur eine Aufzeichnung von einem Exemplar, das mindestens zwei Jahre gelebt hat. Der Wurf besteht aus ein bis fünf Jungen (durchschnittlich drei oder vier). Die Tragzeit beträgt 38 bis 40 Tage und die Jungen werden nach ungefähr 35 Tagen entwöhnt.

## Status
Die IUCN listet Mitchells Hüpfmaus in die Kategorie „nicht gefährdet“ (least concern). Obwohl ihr Verbreitungsgebiet fragmentiert ist, ist sie häufig und weit verbreitet. Es gibt keine größeren Gefährdungen und sie kommt in vielen geschützten Gebieten vor.